# Мало Худо
Мало Худо (словен. Malo Hudo) — поселення в общині Іванчна Гориця, Осреднєсловенський регіон, Словенія. Висота над рівнем моря: 362,4 м.